# Bythaelurus clevai
Bythaelurus clevai е вид пилозъба акула от семейство Scyliorhinidae.

## Разпространение и местообитание
Видът е разпространен в Мадагаскар.
Среща се на дълбочина от 190 до 500 m.